# الهندرا (برزیل)
الهندرا (به پرتغالی: Alhandra) یک سکونتگاه مسکونی در برزیل است که در پارائیبا واقع شده‌است.